# Films américains sortis en 1931
Listes de films américains
- 1927
- 1928
- 1929
- 1930
- 1931
- 1932
- 1933
- 1934
- 1935

Liste de films américains sortis en 1931. 
Cimarron (La Ruée vers l'Ouest) remporte l'Oscar du meilleur film à la 4e cérémonie des Oscars.

## A-Z (ordre alphabétique des titres en anglais)
| Titre                         | Réalisateur              | Distribution                                                | Genre                           | Note |
| ----------------------------- | ------------------------ | ----------------------------------------------------------- | ------------------------------- | ---- |
| 24 Hours                      | Marion Gering            | Kay Francis, Miriam Hopkins, Regis Toomey                   | Drame                           |      |
| Alexander Hamilton            | John G. Adolfi           | George Arliss, Doris Kenyon, Montagu Love                   | Drame                           |      |
| Aloha                         | Lloyd Hughes             | Ben Lyon et Raquel Torres                                   | Drame                           |      |
| An American Tragedy           | Josef von Sternberg      | Sylvia Sidney, Phillips Holmes, Frances Dee                 | Drame                           |      |
| Arrowsmith                    | John Ford                | Ronald Colman, Helen Hayes, Myrna Loy                       | Drame                           |      |
| Bachelor Apartment            | Lowell Sherman           | Irene Dunne, Lowell Sherman, Mae Murray                     | Comédie                         |      |
| Bad Girl                      | Frank Borzage            | Sally Eilers, James Dunn, Minna Gombell                     | Drame                           |      |
| The Bad Sister                | Hobart Henley            | Conrad Nagel, Bette Davis, Humphrey Bogart                  | Drame                           |      |
| The Bargain                   | Robert Milton            | Evalyn Knapp, Lewis Stone, Doris Kenyon                     | Drame                           |      |
| Behind Office Doors           | Melville W. Brown        | Mary Astor, Ricardo Cortez, Catherine Dale Owen             | Drame                           |      |
| The Big Gamble                | Fred Niblo               | William Boyd, James Gleason, June MacCloy                   | Drame                           |      |
| The Black Camel               | Hamilton MacFadden       | Warner Oland, Sally Eilers, Bela Lugosi                     | Drame, film policier            |      |
| Blonde Crazy                  | Roy Del Ruth             | James Cagney, Joan Blondell, Ray Milland                    | Comédie                         |      |
| Border Law                    | Louis King               | Buck Jones, Jim Mason, Lupita Tovar                         | Western                         |      |
| Born to Love                  | Paul L. Stein            | Joel McCrea, Constance Bennett, Paul Cavanagh               | Drame                           |      |
| Broadminded                   | Mervyn LeRoy             | Joe E. Brown, Marjorie White, Bela Lugosi                   | Comédie                         |      |
| Captain Applejack             | Hobart Henley            | Mary Brian, Kay Strozzi, John Halliday                      | Drame                           |      |
| The Champ                     | King Vidor               | Wallace Beery, Jackie Cooper, Irene Rich                    | Drame                           |      |
| Cimarron                      | Wesley Ruggles           | Irene Dunne, Richard Dix, Estelle Taylor                    | Drame, western                  |      |
| City Lights                   | Charles Chaplin          | Charles Chaplin, Virginia Cherrill                          | Comédie, drame                  |      |
| City Streets                  | Rouben Mamoulian         | Gary Cooper, Sylvia Sidney, Paul Lukas                      | Drame, film policier            |      |
| The Common Law                | Paul L. Stein            | Constance Bennett, Joel McCrea, Hedda Hopper                | Drame                           |      |
| A Connecticut Yankee          | David Butler             | Will Rogers, Maureen O'Sullivan, Myrna Loy                  | Comédie                         |      |
| The Criminal Code             | Howard Hawks             | Walter Huston, Constance Cummings, Boris Karloff            | Drame, film policier            |      |
| The Cuban Love Song           | W. S. Van Dyke           | Lupe Vélez, Lawrence Tibbett, Jimmy Durante                 | Film musical                    |      |
| Daddy Long Legs               | Alfred Santell           | Janet Gaynor, Warner Baxter, Una Merkel et John Arledge     | Comédie                         |      |
| Daughter of the Dragon        | Lloyd Corrigan           | Anna May Wong, Warner Oland, Sessue Hayakawa                | Drame                           |      |
| Delicious                     | Mildred Davis            | Janet Gaynor, Charles Farrell, El Brendel                   |                                 |      |
| Dishonored                    | Josef von Sternberg      | Marlene Dietrich, Victor McLaglen, Warner Oland             | Drame, film de guerre           |      |
| Don't Bet on Women            | William K. Howard        | Jeanette MacDonald, Edmund Lowe, Roland Young               | Comédie                         |      |
| Docteur Jekyll et M. Hyde     | Rouben Mamoulian         | Fredric March, Miriam Hopkins, Rose Hobart                  | Drame, film d'horreur           |      |
| Dracula                       | Tod Browning             | Bela Lugosi, Helen Chandler, David Manners                  | Film d'horreur                  |      |
| The Drums of Jeopardy         | George B. Seitz          | Warner Oland, June Collyer, Hale Hamilton                   | Drame, thriller                 |      |
| Quand on est belle            | Jack Conway              | Constance Bennett, Adolphe Menjou, Clark Gable              | Drame                           |      |
| Everything's Rosie            | Clyde Bruckman           | Robert Woolsey, Anita Louise, John Darrow                   | Comédie                         |      |
| Expensive Women               | Hobart Henley            | Dolores Costello, H. B. Warner                              | Drame                           |      |
| Fair Warning                  | Alfred L. Werker         | George O'Brien, George Brent, Louise Huntington             | Western                         |      |
| Fifty Million Frenchmen       | Lloyd Bacon              | Ole Olsen, Chic Johnson, William Gaxton                     | Comédie musicale                |      |
| The Finger Points             | John Francis Dillon      | Richard Barthelmess, Fay Wray, Clark Gable                  | Drame, film policier            |      |
| Five and Ten                  | Robert Z. Leonard        | Marion Davies, Leslie Howard, Irene Rich                    | Drame                           |      |
| Five Star Final               | Mervyn LeRoy             | Edward G. Robinson, H. B. Warner, Marian Marsh              | Drame                           |      |
| Flying High                   | Charles Reisner          | Bert Lahr, Kathryn Crawford, Charles Winninger              | Comédie                         |      |
| Frankenstein                  | James Whale              | Boris Karloff, Frederick Kerr, Mae Clarke                   | Film d'horreur, science-fiction |      |
| A Free Soul                   | Clarence Brown           | Norma Shearer, Lionel Barrymore, Clark Gable                | Drame                           |      |
| The Front Page                | Lewis Milestone          | Pat O'Brien, Adolphe Menjou, Edward Everett Horton          | Comédie                         |      |
| The Gang Buster               | A. Edward Sutherland     | Jean Arthur, William Boyd                                   | Comédie                         |      |
| Girl of the Río               | Herbert Brenon           | Dolores del Río, Norman Foster, Boris Karloff               | Comédie                         |      |
| Girls About Town              | George Cukor             | Kay Francis, Lilyan Tashman, Joel McCrea                    | Comédie                         |      |
| Goldie                        | Benjamin Stoloff         | Spencer Tracy, Jean Harlow                                  | Comédie                         |      |
| Graft                         | Christy Cabanne          | Regis Toomey, Boris Karloff, Dorothy Revier                 | Drame, thriller                 |      |
| The Great Lover               | Harry Beaumont           | Adolphe Menjou, Irene Dunne, Neil Hamilton                  | Drame                           |      |
| Guilty Hands                  | W. S. Van Dyke           | Lionel Barrymore, Kay Francis, Polly Moran                  | Drame, film policier            |      |
| Hard Hombre (en)              | Otto Brower              | Hoot Gibson, Lina Basquette                                 | Western                         |      |
| Hell Divers                   | George W. Hill           | Wallace Beery, Clark Gable, Conrad Nagel                    | Drame, aventure                 |      |
| Honor Among Lovers            | Dorothy Arzner           | Claudette Colbert, Fredric March, Ginger Rogers             | Drame                           |      |
| Huckleberry Finn              | Norman Taurog            | Jackie Coogan, Junior Durkin                                | Comédie                         |      |
| Hush Money                    | Sidney Lanfield          | Joan Bennett, Myrna Loy, George Raft                        | Comédie                         |      |
| I Like Your Nerve             | Cullen Landis            | Douglas Fairbanks Jr., Loretta Young, Boris Karloff         |                                 |      |
| I Take This Woman             | Marion Gering            | Gary Cooper, Carole Lombard, Charles Trowbridge             | Romance                         |      |
| Illicit                       | Archie Mayo              | Barbara Stanwyck, James Rennie                              | Drame                           |      |
| Indiscreet                    | Leo McCarey              | Gloria Swanson, Ben Lyon, Monroe Owsley                     | Drame, film musical             |      |
| Iron Man                      | Tod Browning             | Lew Ayres, Robert Armstrong, Jean Harlow                    | Drame                           |      |
| June Moon                     | A. Edward Sutherland     | Frances Dee, June MacCloy, Wynne Gibson                     | Comédie                         |      |
| Just a Gigolo                 | Jack Conway              | William Haines, Irene Purcell, Ray Milland                  | Comédie                         |      |
| The Karamazov Brothers        | Rex Ingram               | Fritz Kortner et Anna Sten                                  | Drame                           |      |
| Kiki                          | Sam Taylor               | Mary Pickford, Reginald Denny                               | Comédie romantique              |      |
| Kiss Me Again                 | William A. Seiter        | Edward Everett Horton, June Collyer, Walter Pidgeon         | Comédie                         |      |
| Ladies' Man                   | Lothar Mendes            | William Powell, Carole Lombard, Kay Francis                 | Drame                           |      |
| The Last Flight               | William Dieterle         | Richard Barthelmess, David Manners                          | Drame                           |      |
| Laugh and Get Rich            | Gregory La Cava          | Hugh Herbert, Edna May Oliver, Dorothy Lee                  | Comédie                         |      |
| The Lawyer's Secret           | Louis J. Gasnier         | Richard Arlen, Jean Arthur, Clive Brook                     | Drame                           |      |
| Little Caesar                 | Mervyn LeRoy             | Edward G. Robinson, Douglas Fairbanks Jr., Glenda Farrell   | Drame, film policier            |      |
| Little Daddy                  | Hal Roach                | Stymie Beard,Jackie Cooper,Norman Chaney,June Marlowe       | Comédie                         |      |
| Lonely Wives (en)             | Russell Mack             | Edward Everett Horton, Laura La Plante, Esther Ralston      | Comédie                         |      |
| M                             | Fritz Lang               | Peter Lorre, Inge Landgut, Otto Wernicke                    | Drame                           |      |
| Le Génie fou (The Mad Genius) | Michael Curtiz           | John Barrymore, Marian Marsh, Boris Karloff                 | Drame, thriller                 |      |
| The Maltese Falcon            | Roy Del Ruth             | Bebe Daniels, Ricardo Cortez, Una Merkel                    | Drame                           |      |
| Manhattan Parade              | Lloyd Bacon              | Charles Butterworth, Winnie Lightner                        | Comédie                         |      |
| The Man Who Came Back         | Mildred Davis            | Janet Gaynor, Charles Farrell, Kenneth MacKenna             | Drame                           |      |
| Mata Hari                     | George Fitzmaurice       | Greta Garbo, Ramón Novarro, Lionel Barrymore                | Drame                           |      |
| Men of Chance                 | George Archainbaud       | Ricardo Cortez, Mary Astor, Ralph Ince                      | Drame, film policier            |      |
| Merely Mary Ann               | Mildred Davis            | Janet Gaynor et Charles Farrell                             | Comédie Dramatique              |      |
| The Millionaire               | John G. Adolfi           | George Arliss, James Cagney, Noah Beery                     | Comédie, Drame                  |      |
| The Miracle Woman             | Frank Capra              | Barbara Stanwyck, David Manners, Sam Hardy                  | Drame                           |      |
| Monkey Business               | Norman Z. McLeod         | Groucho Marx, Harpo Marx, Chico Marx et Zeppo Marx          | Comédie                         |      |
| Night Nurse                   | William A. Wellman       | Barbara Stanwyck, Joan Blondell, Ben Lyon                   | Drame                           |      |
| Once a Lady                   | Guthrie McClintic        | Ruth Chatterton, Ivor Novello, Jill Esmond                  | Drame                           |      |
| Out of the Blues              | Lloyd Cornthwaite        | Jessie Matthews et Kay Hammond                              |                                 |      |
| The Painted Desert            | Howard Higgin            | William Boyd, Clark Gable                                   | Western                         |      |
| Palmy Days                    | A. Edward Sutherland     | Charlotte Greenwood, Barbara Weeks                          | Comédie, film musical           |      |
| Pardon Us                     | James Parrott            | Stan Laurel, Oliver Hardy                                   | Comédie                         |      |
| Peach-O-Reno                  | David O. Selznick        | Bert Wheeler, Robert Woolsey, Dorothy Lee                   |                                 |      |
| The Phantom                   | Alan James               | Guinn Williams, Tom O'Brien                                 | Film d'horreur                  |      |
| The Phantom of Paris          | Gustav Diessl            | John Gilbert, Leila Hyams, Lewis Stone                      |                                 |      |
| Platinum Blonde               | Frank Capra              | Loretta Young, Jean Harlow, Robert Williams                 | Comédie                         |      |
| Fascination                   | Clarence Brown           | Joan Crawford, Clark Gable, Wallace Ford                    | Drame                           |      |
| Private Lives                 | Sidney Franklin          | Norma Shearer, Robert Montgomery, Reginald Denny            | Comédie, drame                  |      |
| The Public Enemy              | William A. Wellman       | James Cagney, Jean Harlow, Edward Woods                     | Drame, film policier            |      |
| Quick Millions                | Rowland Brown            | Spencer Tracy, Sally Eilers, George Raft                    | Drame, film policier            |      |
| Reckless Living               | Cyril Gardner            | Ricardo Cortez, Mae Clarke, Norman Foster                   | Drame                           |      |
| Resurrection (film, 1931)     | Edwin Carewe             | Lupe Vélez, John Boles                                      | Drame                           |      |
| Rich Man's Folly              | John Cromwell            | Frances Dee, George Bancroft                                | Drame                           |      |
| The Right of Way              | Frank Lloyd              | Conrad Nagel, Loretta Young                                 | Drame                           |      |
| The Road to Reno              | Richard Wallace          | Lilyan Tashman, Charles Rogers, Peggy Shannon               | Comédie, drame                  |      |
| Scandal Sheet                 | John Cromwell            | George Bancroft, Kay Francis, Clive Brook                   | Drame                           |      |
| The Sea Ghost                 | William Nigh             | Alan Hale, Laura La Plante                                  | Drame                           |      |
| The Secret Call               | Stuart Walker            | Peggy Shannon, Richard Arlen, William B. Davidson           | Drame                           |      |
| The Secret Six                | George W. Hill           | Wallace Beery, Lewis Stone                                  | Film policier                   |      |
| Secrets of a Secretary        | George Abbott            | Claudette Colbert, Herbert Marshall                         | Drame                           |      |
| Shipmates                     | Gustav Diessl            | Robert Montgomery, Dorothy Jordan et Ernest Torrence        | Comédie                         |      |
| Sidewalks of New York         | Zion Meyers, Jules White | Buster Keaton, Anita Page, Cliff Edwards                    | Comédie                         |      |
| The Sin of Madelon Claudet    | Edgar Selwyn             | Helen Hayes, Lewis Stone                                    | Drame                           |      |
| Amour et six cylindres (en)   | Thornton Freeland        | Spencer Tracy, Edward Everett Horton                        | Comédie                         |      |
| Skippy                        | Norman Taurog            | Jackie Cooper, Mitzi Green, Jackie Searl                    | Comédie, drame                  |      |
| Smart Money                   | Alfred E. Green          | Edward G. Robinson, James Cagney, Margaret Livingston       | Drame, film policier            |      |
| The Smiling Lieutenant        | Ernst Lubitsch           | Maurice Chevalier, Claudette Colbert, Miriam Hopkins        | Film musical, comédie           |      |
| The Spirit of Notre Dame      | Russell Mack             | Lew Ayres, Sally Blane, William Bakewell                    | Drame, sports                   |      |
| The Squaw Man                 | Cecil B. DeMille         | Warner Baxter, Lupe Vélez                                   | Drame                           |      |
| The Stolen Jools              | William C. McGann        | Wallace Beery, Buster Keaton, Norma Shearer, Bobby Hutchins | Comédie                         |      |
| Street Scene                  | King Vidor               | Sylvia Sidney, Estelle Taylor, Beulah Bondi                 | Drame                           |      |
| Strictly Dishonorable         | John M. Stahl            | Paul Lukas, Sidney Fox, Lewis Stone                         | Comédie                         |      |
| Surrender                     | William K. Howard        | Warner Baxter, Leila Hyams, Ralph Bellamy                   | Drame                           |      |
| Svengali                      | Archie Mayo              | John Barrymore, Marian Marsh, Donald Crisp                  | Drame                           |      |
| Tabu                          | F. W. Murnau             | Anne Chevalier                                              | Drame                           |      |
| Tarnished Lady                | George Cukor             | Tallulah Bankhead, Clive Brook                              | Drame                           |      |
| Ten Cents a Dance             | Lionel Barrymore         | Barbara Stanwyck, Ricardo Cortez                            | Drame amoureux                  |      |
| Ten Nights in a Barroom (en)  | William A. O'Connor      | William Farnum, Peggy Lou Lynd                              | Drame                           |      |
| This Modern Age               | Nick Grinde              | Joan Crawford, Neil Hamilton, Pauline Frederick             | Drame                           |      |
| Tonight or Never              | Mervyn LeRoy             | Gloria Swanson, Constance Cummings                          | Comédie                         |      |
| The Tip-Off                   | Albert S. Rogell         | Eddie Quillan, Ginger Rogers, Robert Armstrong              | Comédie                         |      |
| Trader Horn                   | W. S. Van Dyke           | Harry Carey, Edwina Booth, C. Aubrey Smith                  | Drame, aventure                 |      |
| Transatlantic                 | William K. Howard        | Edmund Lowe, Myrna Loy, John Halliday                       | Drame                           |      |
| Unfaithful                    | John Cromwell            | Ruth Chatterton, Paul Lukas, Juliette Compton               | Drame                           |      |
| The Unholy Garden             | George Fitzmaurice       | Ronald Colman, Fay Wray                                     | Drame                           |      |
| The Vice Squad                | John Cromwell            | Kay Francis, Paul Lukas, Judith Wood                        | Drame, film policier            |      |
| The Viking                    | George Melford           | Louise Huntington, Charles Starrett, Arthur Vinton          | Film d'aventures                |      |
| Waterloo Bridge               | James Whale              | Mae Clarke, Bette Davis, Frederick Kerr                     | Drame, film de guerre           |      |
| Way Back Home                 | William A. Seiter        | Phillips Lord, Bette Davis, Frank Albertson                 | Comédie, drame                  |      |
| West of Broadway              | Gustav Diessl            | Johnny Gilbert-Joy, Lois Moran, El Brendel                  |                                 |      |
| Working Girls                 | Dorothy Arzner           | Charles "Buddy" Rogers, Judith Wood, Paul Lukas             | Drame                           |      |
| X Marks the Spot              | Eric Kenton              | Sally Blane, Lew Cody, Fred Kohler                          | Drame, film policier            |      |
| The Yellow Ticket             | Raoul Walsh              | Lionel Barrymore, Laurence Olivier, Elissa Landi            | Drame                           |      |